# Quartier du Musée
Le Quartier du Musée est situé au centre-ville de Montréal (arrondissement Ville-Marie) et doit son nom au musée des Beaux-Arts. 

## Situation
Il englobe les rues Sherbrooke, Crescent et de la Montagne, entre autres. Sur la plupart de ces rues commerciales, on retrouve des magasins haut de gamme, des galeries d'art, des joailliers, des boutiques de décoration et de mode ainsi que des restaurants.